# Nowi pazar (gmina)
Nowi pazar (bułg. Община Нови пазар) – gmina w północno-wschodniej Bułgarii, w obwodzie Szumen.

## Miejscowości
Miejscowości wchodzące w skład gminy Nowi pazar:
- Bedżene (bułg.: Беджене),
- Enewo (bułg.: Енево),
- Izbuł (bułg.: Избул),
- Mirowci (bułg.: Мировци),
- Nowi pazar (bułg.: Нови пазар) − siedziba gminy,
- Pamukczii (bułg.: Памукчии),
- Pisarewo (bułg.: Писарево),
- Prawenci (bułg.: Правенци),
- Presełka (bułg.: Преселка),
- Secziszte (bułg.: Сечище),
- Stan (bułg.: Стан),
- Stojan Michajłowski (bułg.: Стоян Михайловски),
- Trynica (bułg.: Тръница),
- Wojwoda (bułg.: Войвода),
- Zajczino Oresze (bułg.: Зайчино Ореше),
- Żilino (bułg.: Жилино).